# (33922) 2000 LB23
2000 LB23 (asteroide 33922) é um asteroide da cintura principal. Possui uma excentricidade de 0.07138560 e uma inclinação de 8.00910º.
Este asteroide foi descoberto no dia 6 de junho de 2000 por Spacewatch em Kitt Peak.